# 中国国家鉄道試験中心
中国国家鉄道試験中心は、中華人民共和国の鉄道の実験線。 

## 概要

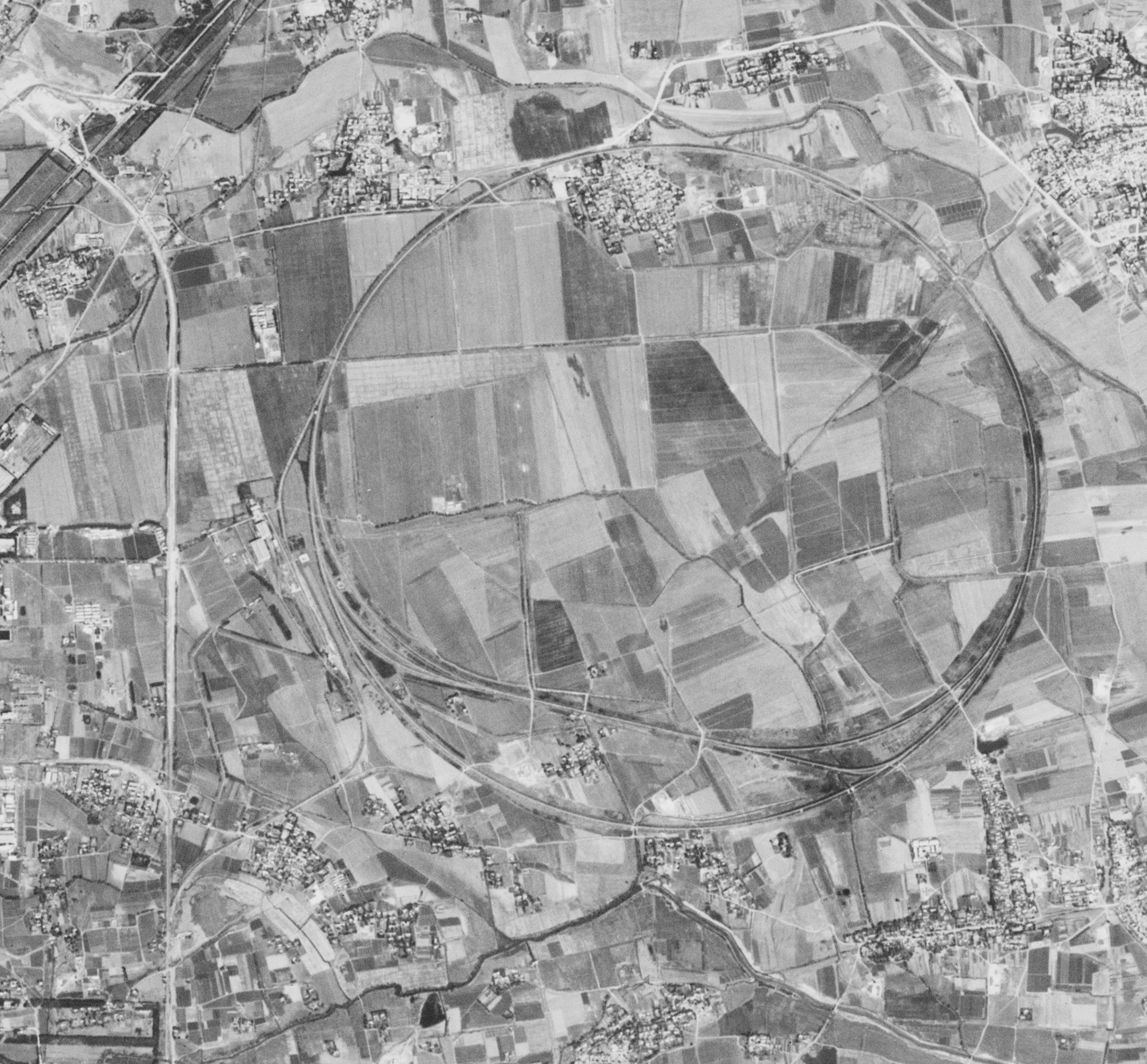
鉄道の衛星写真（1967/09/20）

北京の北東部にある中国鉄道科学研究院の中国国家鉄道試験中心は1958年に完成して総延長38kmの実験線で外周は9kmで半径は1,852mの環状線でこの種の実験線の中でも世界有数の規模を誇る。
1956年10月に建設に着手して1957年11月に環状線が完成した。高速鉄道等、数々の試験が実施される。